# World Club Challenge 2001
El World Club Challenge de 2001 fue la novena edición del torneo de rugby league más importante de clubes a nivel mundial.

## Formato
Se enfrentan los campeones del año anterior de las dos ligas más importantes de rugby league del mundo, la National Rugby League y la Super League.

## Participantes
| Liga                       | Ganador          |
| -------------------------- | ---------------- |
| National Rugby League 2000 | Brisbane Broncos |
| Super League V             | St Helens RFC    |

## Encuentro
| 26 de enero de 2001 | St Helens RFC | 20 - 18 | Brisbane Broncos | University of Bolton Stadium, Bolton |  |
|                     |               |         |                  | Asistencia: 16 041 espectadores      |  |

| Bandera de Inglaterra |
| Campeón St Helens RFC |
| Primer título         |